# Иевлево (Вашкинский район)
Иевлево — деревня в Вашкинском районе Вологодской области.
Входит в состав Киснемского сельского поселения, с точки зрения административно-территориального деления — в Киснемский сельсовет.
Расстояние по автодороге до районного центра Липина Бора — 31 км, до центра муниципального образования села Троицкое — 7 км. Ближайшие населённые пункты — Петухово, Тушная Гора, Щаново.
По переписи 2002 года население — 2 человека.